# Município de House Creek (condado de Wake, Carolina do Norte)
Localização da Carolina do Norte nos E.U.A.
O município de House Creek (em inglês: House Creek Township) é um localização localizado no  condado de Wake no estado estadounidense da Carolina do Norte. No ano 2010 tinha uma população de 57.439 habitantes.

## Geografia
O município de House Creek encontra-se localizado nas coordenadas 35° 51′ 56,54″ N, 78° 39′ 42,01″ O.